# Merostenus phedyma
Merostenus phedyma is een vliesvleugelig insect uit de familie Eupelmidae. De wetenschappelijke naam is voor het eerst geldig gepubliceerd in 1837 door Walker.